# 谷岡大后
谷岡 大后（たにおか だいご、2006年1月12日 - ）は、日本の男子バドミントン選手。

## 経歴

### 2023年
7月のアジアジュニア選手権では、男女混合団体戦で、松川健大、田口真彩とペアを組み、男子ダブルスと混合ダブルスの2種目で出場。決勝では両種目で勝利を果たし、日本チームの優勝に大きく貢献した。
8月の全国高校総体の学校対抗競技では、準決勝の埼玉栄高校戦で松川健太との第1ダブルスで出場し、ライバルの沖本優大 / 角田洸介にファイナル2点差の接戦で勝利し、ふたば未来高校の決勝進出に貢献。決勝では東大阪大学柏原高校にストレートで勝利し、団体優勝を果たした。
11月の韓国マスターズでは男子ダブルスで沖本優大とのペアで出場。予選を勝ち上がり本戦1回戦では、インカレ（全日本学生選手権）王者の熊谷翔 / 小川航汰をストレートで破る。2回戦では、世界ランク36位の遠藤彩斗 / 武井優太に敗れるが、17-21, 21-19, 21-23と、ファイナルデュースの試合を演じ、17歳の高校生にして大健闘となった。

### 2024年
4月にBIPROGYに入社。